# Kompaktság
A topológiában kompaktnak nevezünk egy halmazt, ha minden nyílt fedéséből kiválasztható véges fedés. A kompaktság alapvető fontosságú fogalom a topológiában. Motivációját a Borel–Lebesgue-tétel adja.

## Definíció
Legyen {\displaystyle (X,\tau )} egy topologikus tér és {\displaystyle H\subseteq X}. Nyílt halmazok egy {\displaystyle A\subseteq \tau } családját {\displaystyle H} nyílt fedésének hívjuk, ha {\displaystyle H\subseteq \bigcup _{G_{\alpha }\in A}G_{\alpha }}. {\displaystyle H}-t kompaktnak nevezzük, ha minden ilyen nyílt fedésből kiválasztható véges nyílt fedés. {\displaystyle (X,\tau )} kompakt tér, ha {\displaystyle X} maga kompakt halmaz.

## Példák
Nyilvánvalóan minden véges halmaz kompakt, és kompakt halmazhoz véges sok pontot hozzávéve még mindig kompakt halmazt kapunk.
Kompakt a valós számegyenes {\displaystyle [0,1]} zárt intervalluma a Borel–Lebesgue-tétel értelmében.
Kompakt tetszőleges halmaz az indiszkrét topológiával. Nem kompaktak a végtelen halmazok a diszkrét topológiával.
Nem kompakt a valós számok halmaza, mert bár lefedi az egységnyi hosszúságú nyílt intervallumok családja, ebből a lefedésből nem választható ki véges fedés, hiszen minden egységnyi hosszúságú nyílt intervallum legfeljebb egy egész számot tartalmazhat.

## A kompaktsággal rokon fogalmak
Kompakt halmazok uniói általában nem kompaktak. Például a valós számok (nem kompakt) halmaza előáll egész végpontú zárt (és így kompakt) intervallumok uniójaként. Ez motiválja a σ-kompaktság fogalmát: σ-kompakt egy halmaz, ha előáll megszámlálhatóan sok kompakt halmaz uniójaként. Minden kompakt halmaz egyben σ-kompakt is; a valós számok halmaza a példa arra, hogy a megfordítás nem igaz.
Ha egy topologikus térben minden nyílt fedésből kiválasztható megszámlálható fedés, akkor a teret Lindelöf-térnek nevezzük. Minden σ-kompakt tér egyben Lindelöf-tér is, tehát a kompakt terek maguk is Lindelöf-terek. Van azonban olyan Lindelöf-tér, amely nem σ-kompakt, és így nem is kompakt.
Megszámlálhatóan kompakt tér az olyan topologikus tér, amelyben minden megszámlálható nyílt fedésből kiválasztható véges fedés. Mivel ez megint csak gyengébb feltétel a kompaktságnál, minden kompakt tér egyben megszámlálhatóan kompakt is. A megfordítás nem igaz.

## Kompaktifikáció
Kompaktifikációnak nevezzük az olyan eljárásokat, amelyek segítségével egy nem kompakt teret kibővítünk úgy, hogy a kibővített halmaz már kompakt, és az eredeti halmaz sűrű altere a kibővített halmaznak. Gyakran említett kompaktifikációs eljárás az egypont-kompaktifikáció (más néven Alekszandrov-kompaktifikáció vagy Alekszandrov-bővítés) és a Stone–Čech-kompaktifikáció.